# جامعة فرهنجيان
جامعة فرهنجيان (بالفارسية: دانشگاه فرهنگیان) هي جامعة عامة لتدريب المعلمين بها أكثر من 90  كلية لتدريب المعلمين وتجاوز إجمالي عدد الطلاب المسجلين 39000، وتقع في إيران.